# Dřevo (album)
Dřevo je třetí album ostravské hudební skupiny Buty, vydané roku 1995 společností Sony Music.

## Seznam skladeb
| Pořadí | Název                 | Délka |
| ------ | --------------------- | ----- |
| 1.     | Až ten vláček zapíská | 2:41  |
| 2.     | Demáček               | 3:26  |
| 3.     | Tlustá paní           | 2:27  |
| 4.     | Malinkého ptáčka      | 3:38  |
| 5.     | Pes                   | 2:43  |
| 6.     | František             | 4:02  |
| 7.     | Nemůžem usnout        | 5:11  |
| 8.     | Čenda a Tonda         | 4:04  |
| 9.     | Slimák                | 2:51  |
| 10.    | Dědeček vzpomíná      | 4:02  |
| 11.    | Cvrček                | 2:25  |
| 12.    | Pusinka               | 2:49  |
| 13.    | Beskydy               | 2:56  |
| 14.    | Dva kropící vozy      | 1:57  |

## Hudební aranžmá
Autorem hudby a textů skladeb na albu jsou Radek Pastrňák, Andrei Toader (13) a Milan Nytra (7, 14).